# Medalha do Mérito Parlamentar Ordem Grão-Mestre em Aracaju
A Medalha Mérito Parlamentar Ordem Grão-Mestreé a primeira e maior condecoração concedida pela   Câmara de Vereadores de Aracaju, e tem por finalidade premiar o reconhecimento a relevantes  as personalidades atribuídos e prestados serviços à capital do Sergipe.   

## Laureados
| Ano  | Imagem | Agradecido                      | Profissão |
| ---- | ------ | ------------------------------- | --------- |
| 2023 |        | Albano do Prado Pimentel Franco | Advogado  |